# Daliang Shan (Antarktika)
Daliang Shan (chinesisch 大凉山 ‚Großer, kalter Berg‘) ist ein 115 m hoher Hügel an der Ingrid-Christensen-Küste des ostantarktischen Prinzessin-Elisabeth-Lands. Er ragt nordnordwestlich des Lake Bruehwiler im Zentrum der Halbinsel Broknes in den Larsemann Hills auf. Sein Gipfel ist abgeflacht und wird von mehreren Felsvorsprüngen überragt.
Chinesische Wissenschaftler benannten ihn 1992 im Zuge von Luftaufnahmen und Kartierungsarbeiten.